# Dmïtrïý Kïşçenko
Dmïtrïý Nïkolayevïç Kïşçenko (in kazako Дмитрий Николаевич Кищенко?, in russo Дмитрий Николаевич Кищенко?, Dmitrij Nikolaevič Kiščenko; Aqtöbe, 29 marzo 1979) è un ex calciatore kazako, di ruolo centrocampista.